# Yamaska (district électoral)
Pour les articles homonymes, voir Yamaska.
Yamaska est un ancien district électoral du Québec de 1867 à 1973.

## Historique
La circonscription de Yamaska est une des 65 circonscriptions provinciale créé à la Confédération de 1867.

## Liste des députés

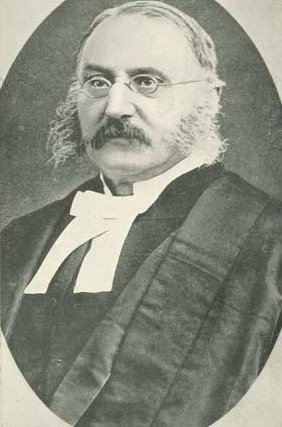
Jonathan Wurtele, Orateur de l'Assemblée législative de 1884-1886

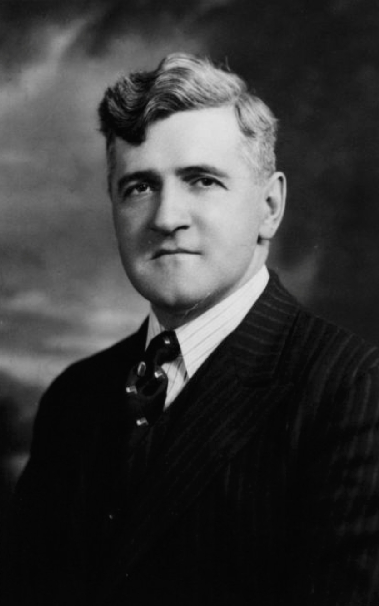
Antonio Élie, député de 1931-1966

| Années | Années      | Député                           | Parti           |
| ------ | ----------- | -------------------------------- | --------------- |
|        | 1867 - 1871 | Louis-Adélard Senécal            | Libéral         |
|        | 1871 - 1874 | Charles-Ignace Gill              | Conservateur    |
|        | 1874 - 1875 | Joseph-Nestor Duguay             | Conservateur    |
|        | 1875 - 1878 | Jonathan Saxton Campbell Würtele | Libéral         |
|        | 1878 - 1881 | Jonathan Saxton Campbell Würtele | Conservateur    |
|        | 1881 - 1982 | Jonathan Saxton Campbell Würtele | Conservateur    |
|        | 1882 - 1886 | Jonathan Saxton Campbell Würtele | Conservateur    |
|        | 1886 - 1890 | Victor Gladu                     | Libéral         |
|        | 1890 - 1892 | Victor Gladu                     | Libéral         |
|        | 1892 - 1897 | Victor Gladu                     | Libéral         |
|        | 1897        | Albéric-Archie Mondou            | Conservateur    |
|        | 1897        | Victor Gladu                     | Libéral         |
|        | 1897 - 1900 | Louis-Jules Allard               | Libéral         |
|        | 1900 - 1904 | Louis-Jules Allard               | Libéral         |
|        | 1904 - 1905 | Louis-Jules Allard               | Libéral         |
|        | 1905 - 1908 | Édouard Ouellette                | Libéral         |
|        | 1908 - 1912 | Édouard Ouellette                | Libéral         |
|        | 1912 - 1916 | Édouard Ouellette                | Libéral         |
|        | 1916 - 1919 | Édouard Ouellette                | Libéral         |
|        | 1919 - 1923 | Édouard Ouellette                | Libéral         |
|        | 1923        | Édouard Ouellette                | Libéral         |
|        | 1923 - 1927 | David Laperrière                 | Libéral         |
|        | 1927 - 1931 | David Laperrière                 | Libéral         |
|        | 1931 - 1935 | Antonio Élie                     | Conservateur    |
|        | 1935 - 1936 | Antonio Élie                     | Conservateur    |
|        | 1936 - 1939 | Antonio Élie                     | Union nationale |
|        | 1939 - 1944 | Antonio Élie                     | Union nationale |
|        | 1944 - 1948 | Antonio Élie                     | Union nationale |
|        | 1948 - 1952 | Antonio Élie                     | Union nationale |
|        | 1952 - 1956 | Antonio Élie                     | Union nationale |
|        | 1956 - 1960 | Antonio Élie                     | Union nationale |
|        | 1960 - 1962 | Antonio Élie                     | Union nationale |
|        | 1962 - 1966 | Antonio Élie                     | Union nationale |
|        | 1966 - 1970 | Paul Shooner                     | Union nationale |
|        | 1970 - 1973 | Benjamin Faucher                 | Libéral         |